# Mesomyia kiboriani
Mesomyia kiboriani är en tvåvingeart som beskrevs av Lamerton 1964. Mesomyia kiboriani ingår i släktet Mesomyia och familjen bromsar.
Artens utbredningsområde är Tanzania. Inga underarter finns listade i Catalogue of Life.